# Roales

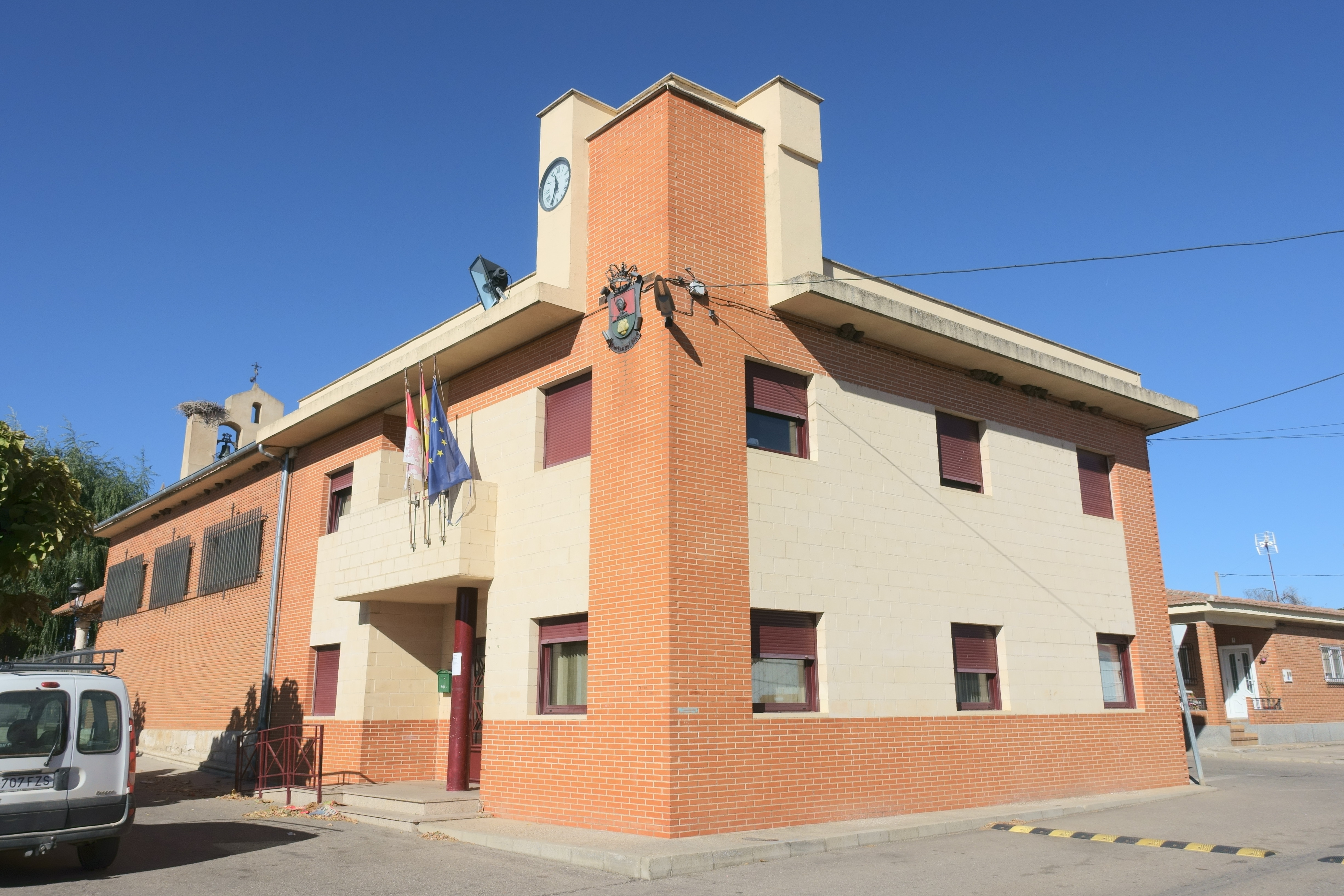
Roales – Rathaus (ayuntamiento)

Roales (auch Roales del Pan) ist ein nordwestspanischer Ort und eine Gemeinde (municipio) mit 1.022 Einwohnern (Stand: 2024) im Osten der Provinz Zamora der Autonomen Gemeinschaft Kastilien-León. Der Ort liegt an der von Sevilla kommenden, über Zamora führenden und in Astorga endenden Via de la Plata, einer Nebenstrecke des Jakobswegs.

## Lage
Der Ort Roales liegt in der kastilischen Hochebene in einer Höhe von etwa 740 m. Die Provinzhauptstadt Zamora ist nur etwa 7 km (Fahrtstrecke) in südöstlicher Richtung entfernt. Das Klima im Winter ist durchaus kalt, im Sommer dagegen warm bis heiß; die eher spärlichen Regenfälle (ca. 470 mm/Jahr) fallen verteilt übers ganze Jahr.

## Bevölkerungsentwicklung
| Jahr      | 1857 | 1900 | 1950 | 2000 | 2020 |
| Einwohner | --   | --   | 502  | 392  | 942  |

Die Gemeinde Roales entstand erst nach ihrer Loslösung von der nur gut 2,5 km westlich gelegenen Nachbargemeinde La Hiniesta in den 1920er Jahren. Der Bevölkerungsrückgang in der zweiten Hälfte des 20. und zu Beginn des 21. Jahrhunderts ist im Wesentlichen auf die Mechanisierung der Landwirtschaft, die Aufgabe bäuerlicher Kleinbetriebe („Höfesterben“) und den damit einhergehenden Verlust von Arbeitsplätzen zurückzuführen. Das Bevölkerungswachstum zu Beginn des 21. Jahrhunderts beruht hingegen auf der Nähe zur Stadt Zamora.

## Wirtschaft
Die auf den fruchtbaren Lehm- und Lössböden der Tierra de Campos betriebene Feldwirtschaft und die Haltung von Kleinvieh (v. a. Hühner) bildeten jahrhundertelang die Lebensgrundlage der als Selbstversorger lebenden Bevölkerung der Region; Ochsen und Esel wurden als Zug- und Tragtiere gehalten. Seit dem Mittelalter entwickelten sich auch Handwerk, Kleinhandel und Dienstleistungsbetriebe aller Art, die jedoch inzwischen zumeist wieder verschwunden sind.

## Geschichte
In vorrömischer Zeit gehörte die Region zum Siedlungsgebiet des keltischen Volksstamms der Vaccäer; später kamen Römer und Westgoten und im 8. Jahrhundert wurde das Gebiet von den Mauren überrannt – alle vier Kulturen haben jedoch in dem ehemals möglicherweise bewaldeten Gebiet nur wenige archäologisch verwertbare Spuren hinterlassen. Bereits im 9. Jahrhundert eroberten asturisch-leonesische Heere die Gebiete nördlich des Duero zurück (reconquista). Ende des 10. Jahrhunderts machte der maurische Heerführer Almansor die christlichen Erfolge vorübergehend wieder zunichte, aber im 11. Jahrhundert dehnte das Königreich León sein Herrschaftsgebiet erneut bis zur Duero-Grenze aus und betrieb eine Politik der Wiederbevölkerung (repoblación); in dieser Zeit entstand wahrscheinlich auch der Ort Regales. Nach vorangegangenen Versuchen vereinigte sich das Königreich León im Jahr 1230 endgültig mit dem Königreich Kastilien, doch kam es auch in der Folgezeit immer wieder zu Auseinandersetzungen. Seine Blütezeit erlebte der Ort im ausgehenden Mittelalter und in der frühen Neuzeit.

## Sehenswürdigkeiten
- Die kleine romanische Iglesia de la Asunción de Nuestra Señora ist der Himmelfahrt Mariens geweiht; sie verfügt über einen – in den frühen 1970er Jahren teilweise umgebauten – Glockengiebel (espadaña) und ein eher unscheinbares Südportal mit Vorbau.
- Das moderne Rathaus (ayuntamiento) ist unmittelbar an die Kirche angebaut.